# Carex chapmanii
Carex chapmanii är en halvgräsart som beskrevs av Ernst Gottlieb von Steudel. Carex chapmanii ingår i släktet starrar, och familjen halvgräs. Inga underarter finns listade i Catalogue of Life.